# Longyearbyen Sygehus
Longyearbyen Sygehus er et sygehus i Longyearbyen på den norske øgruppe Svalbard. Sygehuset er ejet og drevet af Universitetssykehuset Nord-Norge med hovedsæde i Tromsø. Sygehuset er et akutmedicinsk beredskabskabshospital med en operationsstue, men uden traumemodtagelse og fødeafdeling. Det yder primære og specialiserede sundhedsydelser til befolkningen på Svalbard, og alle der rejser i og omkring øhavet, og de tilstødende farvande ved Barentshavet.
Sygehuset har seks sengepladser, hvor der kan ydes almen sygepleje. Ved længerevarende og alvorlige indlæggelser, bliver patienter overført til fastlandet. Det er i følge loven ikke tilladt at føde eller dø på Svalbard. Ved alvorlige sygdom bliver man fløjet til fastlandet fra Svalbard Lufthavn, ligesom det også sker med afdøde der alligevel er omkommet på øgruppen. Gravide skal senest tre uger før planlagt fødsel rejse til fastlandet, da sygehuset i Longyearbyen ikke har ressourcer til at håndtere en fødsel, og efterfølgende pleje af barnet.